# La Malinche
‎
La Malinche (španska izgovarjava: [la maˈlintʃe]), znana tudi kot Malinalli [maliˈnalːi], Malintzin [maˈlintsin] ali Doña Marina [ˈdoɲa maˈɾina], je bila prevajalka in tolmačka. Rodila se je med leti 1496 in 1501, najverjetneje v Oluti v Verazcruzu v bližini Coatzacoalcosa. Bila je plemenitega rodu, vendar je bila kljub temu prodana kot sužnja. Njen oče je bil močan cacique (vodja plemena) Painala, zaradi česar je bila Malinche princesa avtohtonega plemstva.

## Življenje
Njen oče je umrl, ko je bila Malinche še dekle. Kasneje se je njena mati ponovno poročila z drugim caciquom in mu rodila sina, ki naj bi postal dedič in prevzel oblast in se je zato želela znebiti Malinche. Ko je nekoč v vasi umrla mlada sužnja približno istih let kot Malinche, so se njeni starši pretvarjali da gre za Malinche, vendar so jo v resnici poslali v Tabasco. Tam je odraščala med Chontali (majevski narod iz Tabasca) in se hkrati učila njihovega jezika. Malinche "ni govorila samo lokalnih chontalnskih narečij, temveč je imela stik tudi s francoskimi jeziki tistega časa - jezikoma Yucatec Maya in Nahuatl".
Nekateri zgodovinarji ocenjujejo, da je umrla okoli leta 1529, zaradi epidemije noric, ki se je zgodila leta 1528 ali 1529. Vendar pa zgodovinar Sir Hugh Thomas v svoji knjigi Conquest navaja, da je verjetnejši datum njene smrti leto 1551, kar je razvidno iz pisem, ki jih je odkril v Španiji.

### Vloga Malinche pri osvajanju Mehike
Leta 1519 je vodja Chontalov Malinche, poleg drugih žensk, kot sužnjo podaril "osvajalcu Mehike Hernánu Cortésu", ki je Tabaskovce porazil v bitki pri Centli. Po prejemu je Cortés ukazal, naj jih krstijo in tako je Malinche prejela svoje krščansko ime »Marina«. Malinche je pri osvajanju Mehike imela pomembno vlogo kot tolmačka. Pred njo je bil tolmač Cortésa Jerónimo de Aguilar, ki je govoril le jezik majev, živečih na polotoku Jukatan. Ko je Cortés  prišel v San Juan de Ulúa (kjer se je govoril jezik Nahuatl), Agilarjevo znanje ni bilo več dovolj.
Malinche pa je jezik Nahuatl poznala in tako postala nova tolmačka Cortésa. Tako so bili z uporabo treh jezikov in dveh tolmačev izvedeni vsi stiki med Španci in Mexicas (plemenski prebivalci San Juana de Ulúe), dokler se Malinche ni naučila španščine. Hkrati pa je Marina opravljala pomembno funkcijo vodnice in svetovalke, saj je dobro poznala lokalno floro in favno ter poti za Cortésov geografski in politični napredek.
Obstaja več različnih interpretacij, zakaj je sklenila zavezništvo s Španci. Ena izmed njih pravi, da je le to sklenila zaradi tega, ker ga je videla kot možnost vzpostavitve novega reda, brez prisotnosti azteškega imperija, ki ga je smatrala kot tiranskega. Po drugi strani pa Navarro omenja, da drugi zgodovinarji verjamejo, da je to storila iz maščevanja njeni azteški družini - ki ji je ob smrti njenega očeta in ob ponovni poroki njene matere zanikala pravice.
Po osvojitvi  Veracruza in ozemlja Tlaxcala, se Cortés napoti v Cholulo, kjer se zgodi najbolj znani pokol celotnega osvajanja Mehike. V tej bitki se Malinche obtožuje vodilne vloge, iz katere izhaja, zaradi njene domnevne izdaje njenega ljudstva, črna legenda o Malinche in Španiji. Vendar pa viri, ki temeljijo na avtohtonih ljudskih pripovedih, po drugi strani niti ne omenjajo La Malinche, niti ne poudarjajo njene vloge kot tolmačke.
Vendar pa Malinche ni bila le sužnja prevajalka, temveč tudi mati sina osvajalca, Martina, ki se šteje kot "prvi Hispanoameričan", oziroma kot simbol mešanice ras, ki je oblikovala ameriško celino.

## Polemike o izvoru in imenu La Malinche
Poleg polemike o njeni resnični vlogi pri osvajanju Mehike, obstaja še nekaj drugih spornih vprašanj, med njimi spor glede kraja njenega rojstva in izvora njenega imena.
Kljub številnim kontradiktornim domnevam obstajata dve glavni različici. Prva predlaga, da je bila Malinche rojena v Jaliscu, mestu v zahodni Mehiki, medtem ko druga trdi, da njeno poreklo izvira iz Veracruza iz regije Coatzacoalcos. Različica, ki je po Farfanu bolj točna je druga, saj temelji na pričevanju Fernanda Cortésa iz leta 1605, vnuka osvajalca, ki Malinche opisuje kot "hčerko gospoda in caciqua provinc Olutle in Jaltipan blizu Guazacuarera". Kljub temu pa je danes edini pokazatelj njenega veracruškega izvora la Danza de la Malinche (Malinchin ples), karnevalska reprezentacija osvajanja Mehike, ki poteka v Veracruzu in bližnjih krajih.
Kot pravi Farfán "ne vemo zagotovo, katero je bilo prvotno ime Malinche". Navaja, da se številni avtorji strinjajo s tezo, da je njeno ime nahuatlskega porekla, ki je bil tudi njen domnevni materni jezik. Hernán Cortés je jo kasneje krstil kot Marino, nato pa se je preimenovala v Malinche. Po drugi strani pa obstaja tudi možnost, da so jo osvajalci krstili kot Marino, ne da bi pri tem upoštevali njeno prvotno ime. Domnevno je njeno izvorno ime Malinalli in pomeni "ukrivljena trava". Če dodamo temu imenu pripono -tzin dobimo ime Malitzin, ki ga lahko interpretiramo kot »spoštovana Marina«. 

### Malinchizem
Izraz malinchizem se uporablja za "imenovanje ženske izdaje v Srednji Ameriki", prav tako pa tudi kot "zgodovinsko tragedijo mestica, za katero je kriva ženska". Danes pa se v mehiški španščini besedi malinchismo in malinchista, ki imata zelo negativno konotacijo, uporabljata za denacionalizacijo Mehičanov, ki zanikajo svojo lastno kulturno dediščino.

## Figura Malinche v današnji Mehiki
Podoba Malinche je postala mitski arhetip, ki so ga hispanoameriški umetniki zastopali v različnih oblikah umetnosti. Njena figura prežema zgodovinske, kulturne in družbene razsežnosti latinskoameriških kultur. V sodobnem času in v več žanrih je primerjana z likom Device Marije, La Llorone (folklorna zgodba o ženi, ki je jokala za izgubljenimi otroki) in mehiških soldaderas (ženskah, ki so se skupaj z moškimi borile med Mehiško revolucijo).
Njena zapuščina je ena od mitov, pomešanih z legendo, in nasprotujočih si mnenj mehiških ljudi. Nekateri jo vidijo kot ustanovni lik mehiškega naroda, medtem ko jo drugi vidijo kot izdajalko.
Feministične študije o la  Malinche so se začele šele v šestdesetih letih 20. stoletja. Delo Rosario Castellanos je bilo še posebej pomembno. Njena pesem La Mallinche je ni prikazala kot izdajalke, ampak kot žrtev. Mehiške feministke so Malinche branile kot žensko, ki je bila ujeta med kulturami in bila za svoje preživetje prisiljena sprejeti zapletene odločitve.

## Malinche v literaturi
Malinche je "praktično edina staroselka v času osvajanja, omenjena v zgodovinskih dokumentih". Avtorji, ki jo omenjajo, so Bernal Díaz de Castillo, Bernadino de Sahagún, Bartolomé de las Casas, López de Gómara in Hernán Cortés ter nekateri drugi sodobni avtorji, kot so Octavio Paz in Rodolfo Usigli.
Zdi se, da je njena figura v mnogih primerih predstavljena negativno. Po drugi strani pa so ženske avtorice, kot so Rosario Castellanos, Sabina Berman, Laura Esquivel, Elena Garro in Lucía Guerra med drugim o njej pisale s ciljem "zrušiti paradigme ali zastarelo družbeno in zgodovinsko mišljenje, ki ga nadomeščajo z obnovljenimi podobami Malinche, ki predstavlja žensko, ki ima v zgodovini svojo vlogo in glas ". 

### Feministična literatura
Prvi namen Laure Esquivel, da reši mit o Malinche, je knjiga  ''La ley del amor''. Skozi oči azteške princese Citlali predstavi zgodbo o Malinche, o indijski ženski, ki jo posili eden od Cortésovih vojščakov in od nje zahteva, da je njegova spolna sužnja.
Lucía Guerra v svoji knjigi ''De Brujas y de Martires'' pove zgodbo indijanske deklice Niniloj, žrtve posilstva, ki ji osvajalec ukrade identiteto. Njeno delo temelji na kontrastih med revnim, agresivnim jezikom napadalca in bogatim in poetičnim jezikom Niniloj, ki v družbi belcev molči. Njena "očitna podreditev je le sredstvo za preživetje v nevarnem odnosu z močnim sovražnikom".
Spet druga Malinche je Laura iz zgodbe ''La culpa es de los Tlaxcalteas'', pisateljice Elene Garro. Zgodba magičnega realizma, v kateri se protagonistka znajde razpeta med dva svetova, Mehiko dvajsetega stoletja in Mehiko v časa osvajanja. Laura v zgodbi demistificira vodilno vlogo pri izdajanju domorodcev, ker, kot pravi, "ni bila kriva le Malinche, ampak posamezniki, ljudje, skupnost, Tlaxcalans, ki so se odločili povezati se s Španci".